# Marmarita

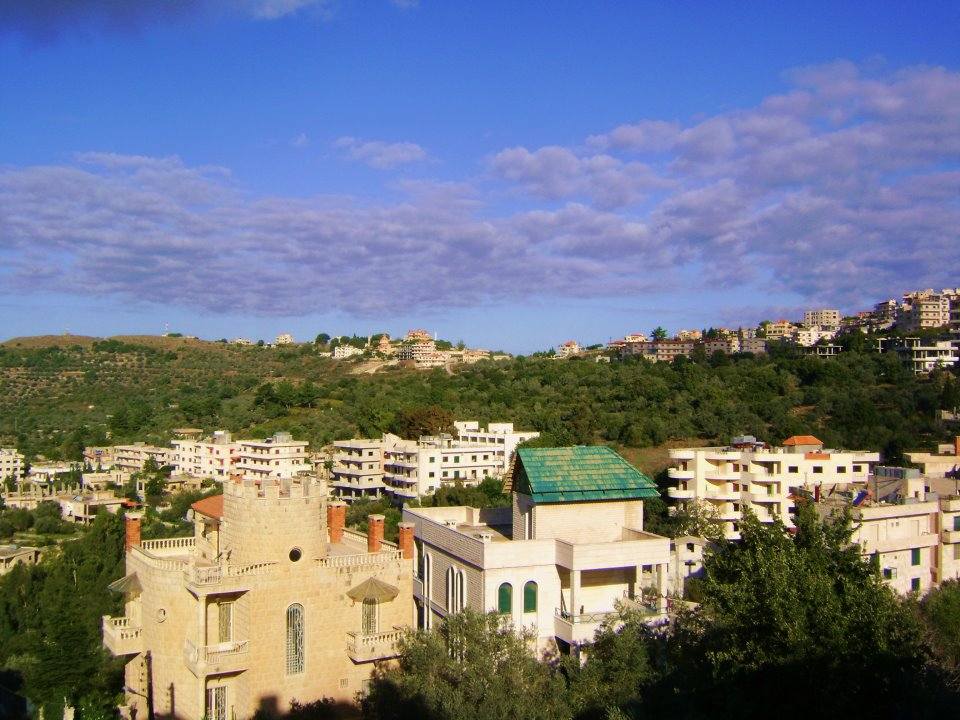
Marmarita (2013)

Marmarita (arabisch مرمريتا, DMG Marmarītā, syrisch-aramäisch: ܡܪܡܪܝܬܐ, Marmarītā) ist ein Dorf im Gouvernement Homs im Westen Syriens.
Wenige Kilometer westlich beginnt das Gouvernement Tartus. Der Ort liegt in den südlichen Ausläufern des Dschebel Aansariye, kurz bevor das Bergland jenseits des Nahr al-Kabir, des libanesisch-syrischen Grenzflusses, ins Libanongebirge übergeht. 
Marmarita ist wahrscheinlich das größte Dorf im Wadi an-Nasara („Tal der Christen“) mit einer überwiegend christlichen Einwohnerschaft. Es ist im Sommer ein beliebtes Ausflugsziel und nördlich vom Krak des Chevaliers (Qalʿat al-Ḥuṣn) auf einer Bergstraße erreichbar.
Seit 1972 gibt es im August, am Abend vor Mariä Himmelfahrt, einen Karnevalsumzug. Die Tradition wurde durch nach Brasilien ausgewanderte Heimaturlauber eingeführt, die einen Umzug mit kostümierten Eseln veranstalteten. Anfang der 1980er Jahre begann man Autos zu verwenden und den Zug bis in das nahe Kafrah auszuweiten. Im Jahr 2000 wurde auch dort ein eigener Karnevalszug abgehalten und weitere Dörfer haben die Idee mittlerweile übernommen.
Marmarita ist der Geburtsort des melkitischen Apostolischen Exarchen in Argentinien, Ibrahim Salameh.